# 連些路
連些路（英語：Roger Edward Lindsell，1885年12月12日—1940年11月18日），又譯作連素，英國派駐香港的殖民地官員、法官，1934年至1940年擔任最高法院副按察司，期間多次署任正按察司及律政司一職。
連些路於1909年加入香港政府，先後任職於總登記官署、郵政局、出入口管理處等政府部門，至1922年出任總巡理府，並一度署任助理律政司一職。
巡理府任內，連些路曾擔任持傘遊行案的主審，另外又曾於1926年審理「河內號」劫案以及於1927年審理青山謀殺案。署任副律政司期間，他擔任馮德謙被殺案的主控官；他於1933年署任副按察司一職時，亦參與審核《鴉片條例》的工作。
而擔任副按察司期間，他曾審理1938年山頂道西婦被殺案以及1939年政記輪船公司清盤案。1940年，連些路於南非休假期間去世，終年54歲。

## 早年生涯
連些路1885年12月12日出生於英國哈特福郡希欽，是律師愛德華·巴伯·林塞爾（Edward Barber Lindsell）之子，另有一兄亞瑟·詹姆斯·古尼·林塞爾（Arthur James Gurney Lindsell），亦是一位律師。連些路早年就學於阿賓漢姆學校 （Uppingham School），之後於1905年憑獎學金負笈劍橋大學國王學院，1908年以古典學一級榮譽畢業，獲文學士學位；1925年按慣例獲授文學碩士學位。

## 殖民地生涯
大學畢業後，連些路於1909年以官學生身份進入香港政府。於港府供職初期，連些路主要於總登記官署（以及華民政務司署）工作，包括於1913年間先後署任總助理華民政務司和副助理華民政務司兩職，以及於1916年署任首席助理華民政務司。1918年，連些路調任最高法院副經歷司，並擔任監誓專員。他於1921年至1922年間署任副巡理府，更一度署任總巡理府一職。1923年，他署任郵政司，並於同年兼任從屬人員委員會（Subordinate Staff Board）成員。

### 巡理府生涯
連些路署理副巡理府期間，曾於1919年審理持傘遊行案。事因於1919年6月3日，九名陶英中學學生拿着印有「國貨」字樣的中國製雨傘，在皇后大道中遊行，吸引大批群眾圍觀，但該群學生之後被警方拘捕，警方之後以學生遊行未得華民政務司批准以及未經政府准許張貼公共告示兩項罪名起訴發起遊行的學生。之後，陶英中學校長以及另外兩名參與另一持傘遊行案的學生亦被警方拘捕。案件於中央巡理府審理。連些路審訊時一度認為被告作為學生，但貿然於大街遊行，似是進行未經批准的遊行，但多次被辯方律師老廖亞利孖打（Leo D'Almada e Castro, Snr.）勸喻要持平審訊，不能偏袒控方:29:36。但他聽取雙方陳詞後，認為被告相對年輕，只是被人教唆才作出如此行為。但他又認為既然受到香港政府的保護，便應該遵守香港法律。因此，連些路裁定未經許可遊行屬違法，但加控的罪名則不成立，故警戒首八名被告了事。第九名被告最為年長，連些路遂判罰他十元以作警戒:36。連些路亦裁定另外兩位參與遊行的學生劉少孫、周志雄非法遊行罪名不成立，因持印有「國貨」兩字之雨傘遊行，吸引大批市民圍觀，阻塞交通，故阻街罪名成立，判每人罰款3元。
1926年11月11日，法國輪船「河內號」（s.s. Hanoi）於廣州灣航行至香港間遭到襲擊，並被劫去總值70000港元的金錢、珠寶。事後警方於翌年3月一名叫張華（又名張鐵咀、張月桂）的男子。由於案件涉及引渡，連些路表示需要獲得印度支那當局的文件才能進行進一步審訊，故他多次延遲審訊，亦給予控方24小時檢驗證物。最後連些路認為案件需要移交印度支那當局審理。被告隨即被還押至域多利監獄，等候總督發落；但連些路准許被告上訴至最高法院。
1927年4月7日，一名居於青山（現屯門）新墟村的女子李茂女被殺害，其丈夫張敬甫涉案被捕。經巡理府驗屍、雙方重組案件以及陳詞後，連些路認為李茂女死亡相當突然，辯方指出張敬甫的行為並不直接導致其妻喪命，得出李茂女是死於自殺的理論。連些路反指案中的證據辯方提出的自殺理論不符，而且論點不充分，要求辯方解釋。辯方表示將容後發表辯詞。連些路最後判張敬甫謀殺罪罪成，並循例將案件移交至最高法院覆判。最高法院最終裁定該男子謀殺此名不成立，當庭釋放。
巡理府任內，連些路亦署任不同崗位，包括於1931年及1933年兩度署任副按察司、1932年署任副律政司、以及於1934年署任律政司一職。任內，他曾經處理哄動一時的馮德謙被殺案。連些路擔任案件的主控官，控告鄭國有指使三名男子謀殺馮德謙，並禁止鄭國有具保出外。之後他認為罪名有所更改，故改控鄭國有指使一名不知名男子謀殺馮德謙。他又表示，若其中一位涉案人施文肯將事件真相和盤托出，他將撤銷其控罪。到同年6月，連些路表示警方已發現新線索，並找到疑兇，分別為黃楠香（又名王能相）和徐鏞深。他於庭上盤問其中一位疑兇、司機徐鏞深，並向他展示於兇案現場附近拾獲的手槍，徐鏞深承認手槍是屬於自己。8月，案件於最高法院開審，連些路基於人證物證，將鄭國有的罪名改為「指使黃楠香和徐鏞深謀殺馮德謙」。連些路亦與正按察司金培源爵士、辯方律師等人商討案情，最終法庭判鄭國有主使謀殺罪成。
而連些路署任副按察司時，曾經參與審核法例的工作。1933年，首席巡理府畢打士審理一宗涉及劏房戶吸食鴉片案，他裁定該單位的主租客並不需要為這件事負責。檢方對於畢打士的裁決提出上訴，並要求修訂1932年制定的《鴉片條例》（Opium Ordinance）。署任正按察司活約翰遂與連些路展開合議庭研訊。連些路與活約翰皆認為修訂案旨在令將單位用作鴉片煙館的住戶和房客負上法律責任，但修訂案實際無法達致此效果。此外，「佔據者」（Occupant）一次只能形容實質上的佔據。連些路亦認為若該層樓有單位被分間出租，主租客並不擁有整層樓的佔據權。

### 副按察司生涯

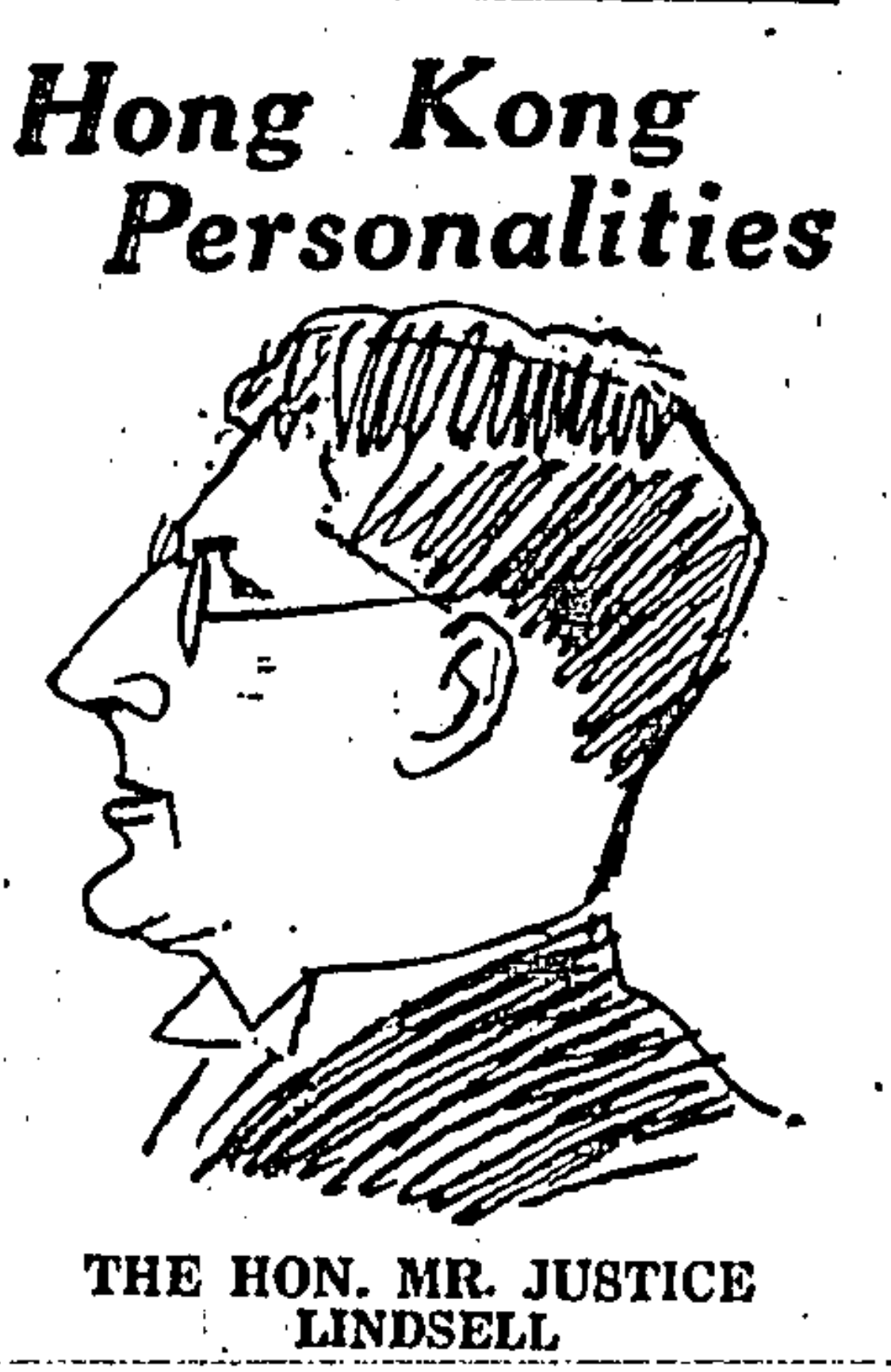
匈牙利裔畫家A.S. Konya 於1936年為連些路繪製的畫像。

連些路於1934年升任副按察司，接替退休的活約翰。任內，他於1935年署理正按察司一職。他任內曾審理大小訴訟，更嘗於一日內審理6宗刑事案，案件涉及偽造金幣、搶劫、等等罪行，更有涉及被解潛回的案件。
1938年5月5日，帝國化學工業司理查利那夫人（Sybil Ruby Challinor）於山頂道499號寓所被侍役林俊持刀及錘襲擊，重傷不治。林俊跳樓逃遁時折斷左足受傷，之後被警方拘捕。案件於最高法院審理，由連些路主審。神經醫生和與被告同事均表示被告患有精神病以及智力遲緩，認為被告是一時精神失常才殺害死者。但連些路指出政府醫生和監獄官均認為被告神智清醒，而且能夠清楚地重述事發經過，又認為被告能清楚意識到自己憤怒的情緒，行徑亦相當兇狠，故認為被告是蓄意謀殺死者，故判其謀殺罪成，並判以繯首死刑。死刑最終於同年8月17日執行。
1939年5月，政記輪船公司因有串通日本之嫌，而被重慶地方法院勒令清盤，香港最高法院稍後亦裁定其香港分公司須解散。日本當局之後以政記名義提出上訴，由最高法院上訴庭審理。連些路認為政記輪船公司已被中國當局勒令清盤 ，再無於中國國內的營業權，香港分公司實際上亦已經停業，所以正按察司麥理高爵士的判決實屬合理。此外，他引用國際法說明侵略國所使之權力是壓逼佔領區人民的一種方式，原有政府的權力依然無損，佔領區內原有的法律仍然有效。連些路因此認為「軍事佔領」和「實際政權」並不能混為一談，意味着即使煙台已經被日軍佔領，但山東政府對該地依然有控制權。再者，以公司名義進行的商業活動實際上是上訴人的個人行為，上訴人欲將香港分公司獨立於總公司，是破壞公司現存資產，故連些路維持原判。 而另一名主審、暫委額外按察司傅瑞憲亦同意連些路的裁決，故最後兩人決定駁回其上訴。但上訴人之後擬向英國樞密院提出上訴，連些路予以批准。
副按察司任內，連些路也擔任其他公職。1937年他與麥理高一同被任命為離婚法庭法官，同年擔任香港大學校董一職。1939年，他被任命為公平租金法庭法官，同年他亦被港府委任為強迫兵役法委員會主席。此外，連些路積極參與公共事務，曾經與港大校長史樂詩（Duncan Sloss）等人呼籲港府增加教育資源，並提議興辦一所師範學校，以提高教師水平；又提議應聘用香港大學學生為教師。

### 任內逝世
連些路在任副按察司的身體狀況欠佳。1936年，連些路乘船回英國休假，當輪船抵達上海之際，他因心臟病突然發作而被送院治療。1940年5月，連些路偕同夫人到南非休假，社會有傳言指他會退休。然而，連些路澄清自己還未有退休的打算，還表示自己對於休假之後回到法庭工作感期待。但是，連些路於1940年11月18日於德班逝世，終年54歲。他的死訊傳回香港後，震驚香港社會各界。最高法院也在11月26日早上開庭哀悼，律政司、正按察司等司法界要員均有出席。麥理高爵士更致詞悼念。連些路的遺體最後下葬於德班斯特拉伍德墳場（Stellawood, Cemetery and Crematorium）。

## 個人生活
連些路於1910年迎娶艾爾莎·布倫希爾德·梅休·莫里森 （Elsa Brynhilde Mayhew Mollison）。艾爾莎是劍橋大學克萊爾學院導師W·L·莫里森（W. L. Mollison）之女。連些路夫婦共育有一女三子，其中長子R·F·J·林塞爾（R. F. J. Lindsell）曾於殖民地部工作；而女兒海倫·林塞爾（Helen Lindsell）於二戰時逃難至馬尼拉，並於1941年於當地下嫁採礦公司監督道格拉斯·斯特拉坎（Douglas Strachan）。 
連些路的興趣廣泛。他熱衷於板球、網球與羽毛球，曾經擔任九龍木球會會長、香港草地網球協會會長以及香港羽毛球總會副會長。此外，他擅長橋牌，曾經贏得世界橋牌奧林匹克聯賽中華賽區 （World Bridge Olympic Tournament (China Section)）冠軍。連些路還對於演戲和集郵亦甚有興趣。